# Eddie Nketiah
Edward Keddar Nketiah (30 de maig de 1999) és un futbolista professional anglès que juga com a davanter pel Crystal Palace FC. És internacional amb la selecció anglesa.